# Fram, Slovenia
Fram este o localitate din comuna Rače - Fram, Slovenia, cu o populație de 791 de locuitori.